# Předklášteří
Předklášteří är en ort i Tjeckien.   Den ligger i regionen Södra Mähren, i den östra delen av landet, 160 km sydost om huvudstaden Prag. Předklášteří ligger 261 meter över havet och antalet invånare är 1 446.
Terrängen runt Předklášteří är kuperad norrut, men söderut är den platt. Předklášteří ligger nere i en dal.Runt Předklášteří är det tätbefolkat, med 331 invånare per kvadratkilometer. Närmaste större samhälle är Tišnov, 1,6 km öster om Předklášteří. Omgivningarna runt Předklášteří är en mosaik av jordbruksmark och naturlig växtlighet.